# Gare de Bourlouk
La gare de Bourlouk (ukrainien : Бурлук (станція)) est une gare ferroviaire située à Velykyï Bourlouk en Ukraine.

## Histoire
La gare a été ouverte en 1901.

## Service des voyageurs

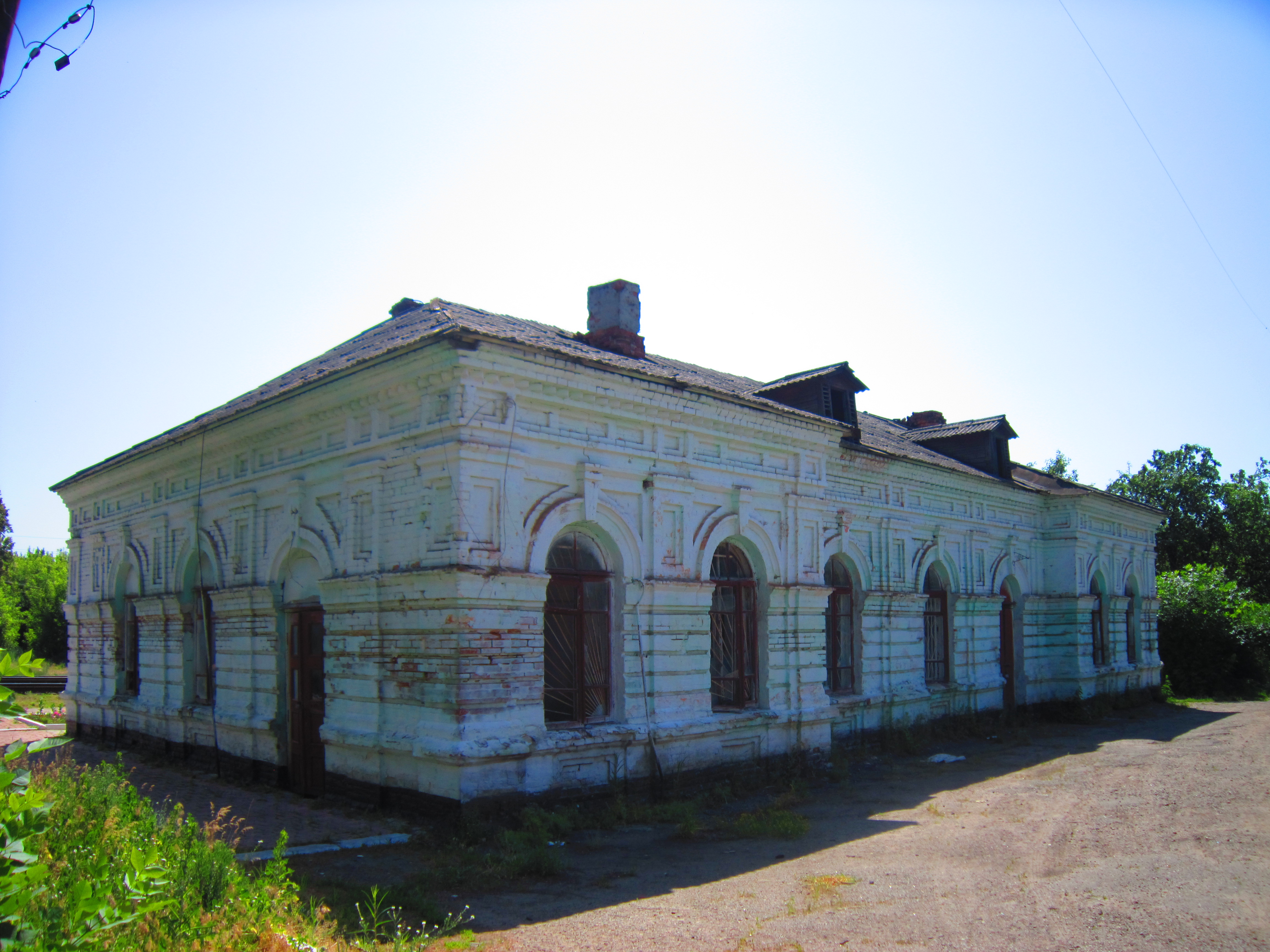
L'ancien bâtiment classé
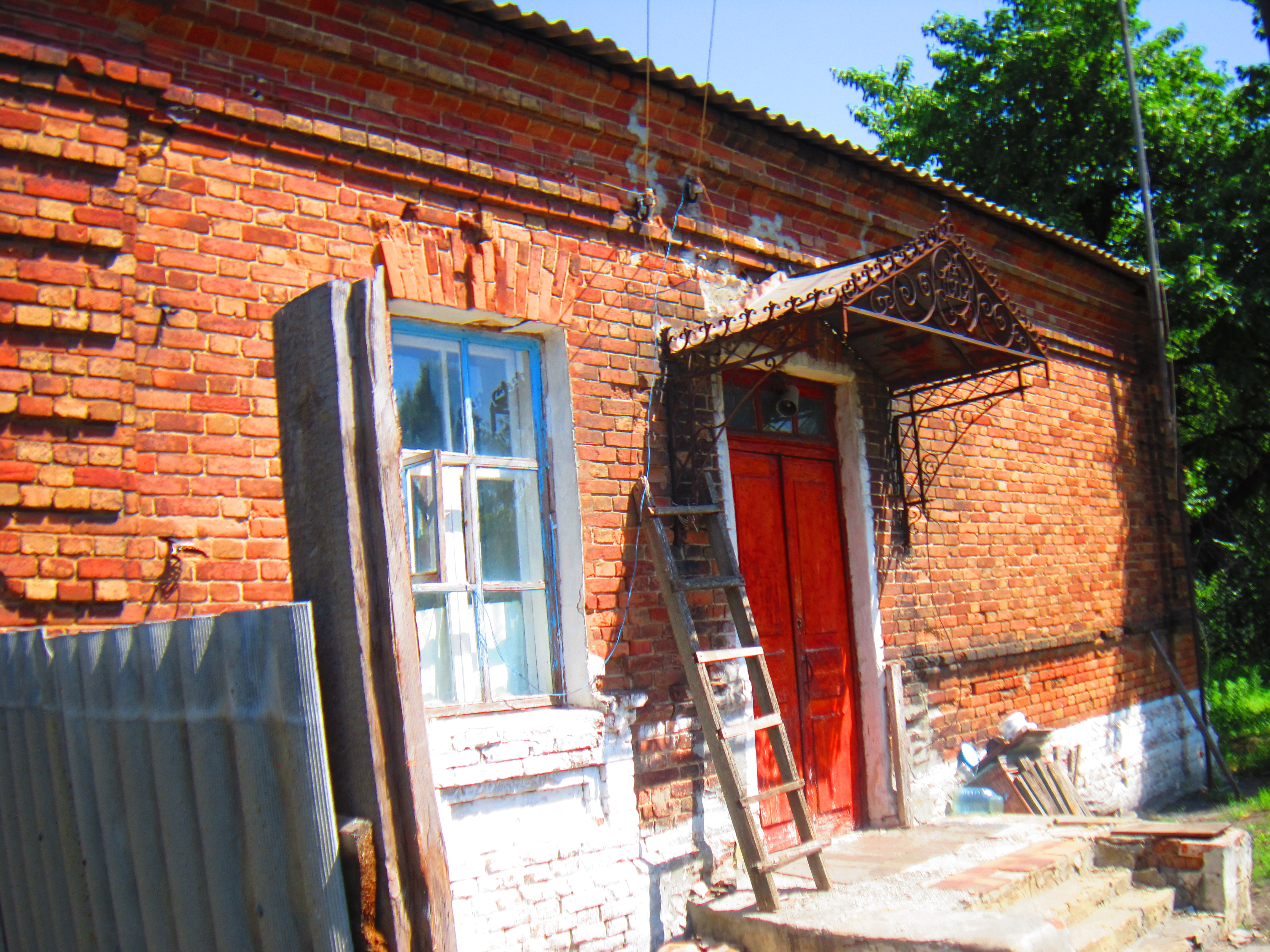
les ateliers classé
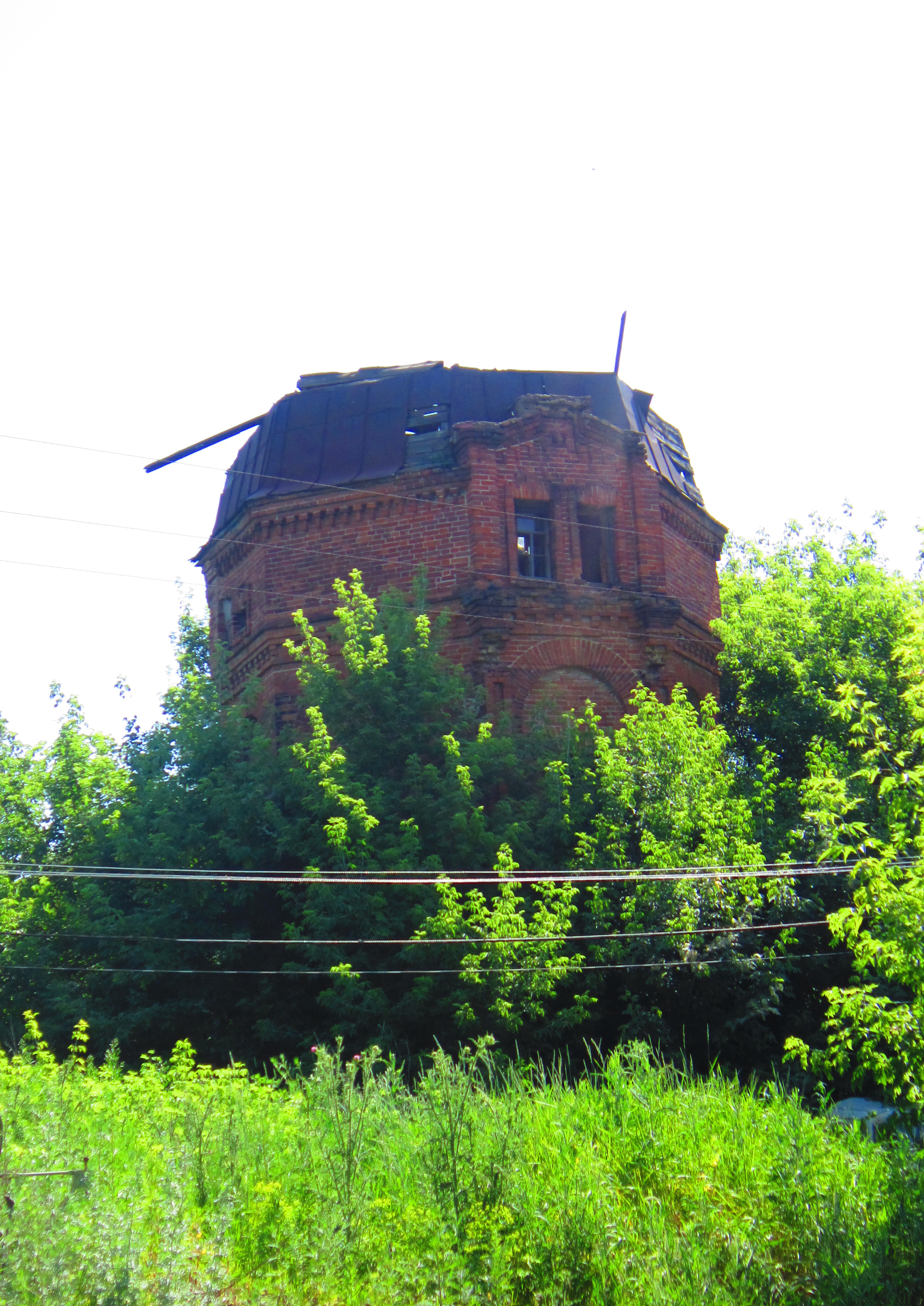
son château d'eau classé